# Lupus (Missouri)
Pour les articles homonymes, voir Lupus.
La ville de Lupus est située dans le comté de Moniteau, dans l’État du Missouri, aux États-Unis. Sa population s’élevait à 33 habitants lors du recensement de 2010, estimée à 34 habitants en 2016.

## Source
- (en) Cet article est partiellement ou en totalité issu de l’article de Wikipédia en anglais intitulé « Lupus, Missouri » (voir la liste des auteurs).